# 데니스 체리셰프
| 이 사람의 이름은 동슬라브어군 이름입니다. 첫 번째 성은 체리셰프 이며 부칭은 드미트리예비치 입니다. |

데니스 드미트리예비치 체리셰프(러시아어: Денис Дмитриевич Черышев, 1990년 12월 26일, 니즈니 노브고로드 ~)는 러시아의 프로 축구 선수로, 현재 이탈리아의 베네치아에서 좌측 미드필더를 맡고 있다.
레알 마드리드 유소년 아카데미 출신으로, 그는 라 리가의 세비야, 비야레알, 그리고 발렌시아에서 임대로 활동했었다.
유소년 국가대표로 45경기 출전해 23골을 넣은 체리셰프는 2012년에 러시아 성인 국가대표팀 경기에 처음 출전했다.

## 클럽 경력

### 유년 경력
체리셰프는 소련의 러시아 소비에트 연방 사회주의 공화국 니즈니 노브고로드 출신으로, 그의 부친인 드미트리가 당시 활약했던 스포르팅 히혼에서 5세 때 축구를 시작했다.
그는 이후 9세 때 부친을 따라가 부르고스의 유소년 아카데미에 입단했다. 부르고스 시절, 체리셰프는 카스티야 이 레온 지역 대표로 유소년 경기에 참가했었다.

### 레알 마드리드
2002년 체리셰프는 레알 마드리드에 합류해, 구단에서 기반을 마져 다졌다. 아직 유망주였던 그는 2008-09 시즌에 레알 마드리드 B의 세군다 디비시온 B 경기에 9번 출전했다.
2010년부터 2012년까지, 3부 리그에서 활약하면서, 체리셰프는 2군 경기에 61번 뛰어 11골을 넣었다. 그는 2011-12 시즌에 공격의 중심을 맡았으며, 소속 구단은 5년 만의 세군다 디비시온 승격을 이룩했다.
2012년 8월 17일, 체리셰프는 1-2로 패한 비야레알 원정에서 90분을 출전해 첫 2부 리그 경기를 치렀다. 11월 27일, 그는 3-0으로 이긴 알코야노와의 코파 델 레이 안방 경기에서 처음으로 1군 경기에 나섰고, 경기는 3-0 완승 (합계 7-1 승리)으로 끝났다.
2013년 9월, 체리셰프는 같은 라 리가 소속의 세비야로 임대되었고, 2014년 6월에 영구 이적 가능성을 고려한 조항이 붙었지만 성사되지 못했고, 2014-15 시즌에는 같은 방식으로 비야레알에 합류했다.
8월 24일, 체리셰프는 레반테 원정에서 자신의 첫 골을 기록해, 그의 추가골로 비야레알은 2-0으로 이겼다. 그는 발렌시아 지방 연고 구단에서의 임대 생활 중 부상 문제로 고초를 겪었고, 얼마 지나지 않아 산티아고 베르나베우에 복귀했다.
2015년 9월 19일, 체리셰프는 1-0으로 이긴 그라나다전에서 마드리드에서의 첫 스페인 1부 리그 경기에 나섰다. 12월 2일, 카디스와의 국내 컵 원정 경기 전반전에 첫 공식전 골을 넣었다. 그러나, 그는 앞서 전 시즌 코파 델 레이에서 세 차례 경고를 받아 출전할 수 없었고, 레알 마드리드는 그에 따라 대회에서 퇴출당했다. 플로렌티노 페레스 구단 회장은 소속 구단에 불리한 징계에 항소하기로 결정했는데, 그가 스페인 왕립 축구 협회가 선수의 징계 사실을 알리지 않았다고 주장했기 때문이다.
2016년 2월 1일, 체리셰프는 6월까지 발렌시아로 임대되었다. 그는 이틀 후인 바르셀로나와의 코파 델 레이 준결승 원정 경기에서 처음 나섰지만, 소속 구단은 막판 45명을 1명이 부족한 상태로 임했고, 0-7로 대패했다. 13일, 그는 동지 (Che) 소속으로 첫 골을 머리로 넣었는데, 에스파뇰과의 메스타야 안방 경기에서 2-1로 이겼다.

### 비야레알
2016년 6월 15일, 체리셰프는 비야레알과 2021년까지 유효한 계약서에 서명했다. 2018년 8월 14일, 발렌시아와 임대 계약을 맺고 돌아왔다.

### 발렌시아
2019년 6월 29일, 발렌시아로 완전 이적했다.

## 국가대표팀 경력

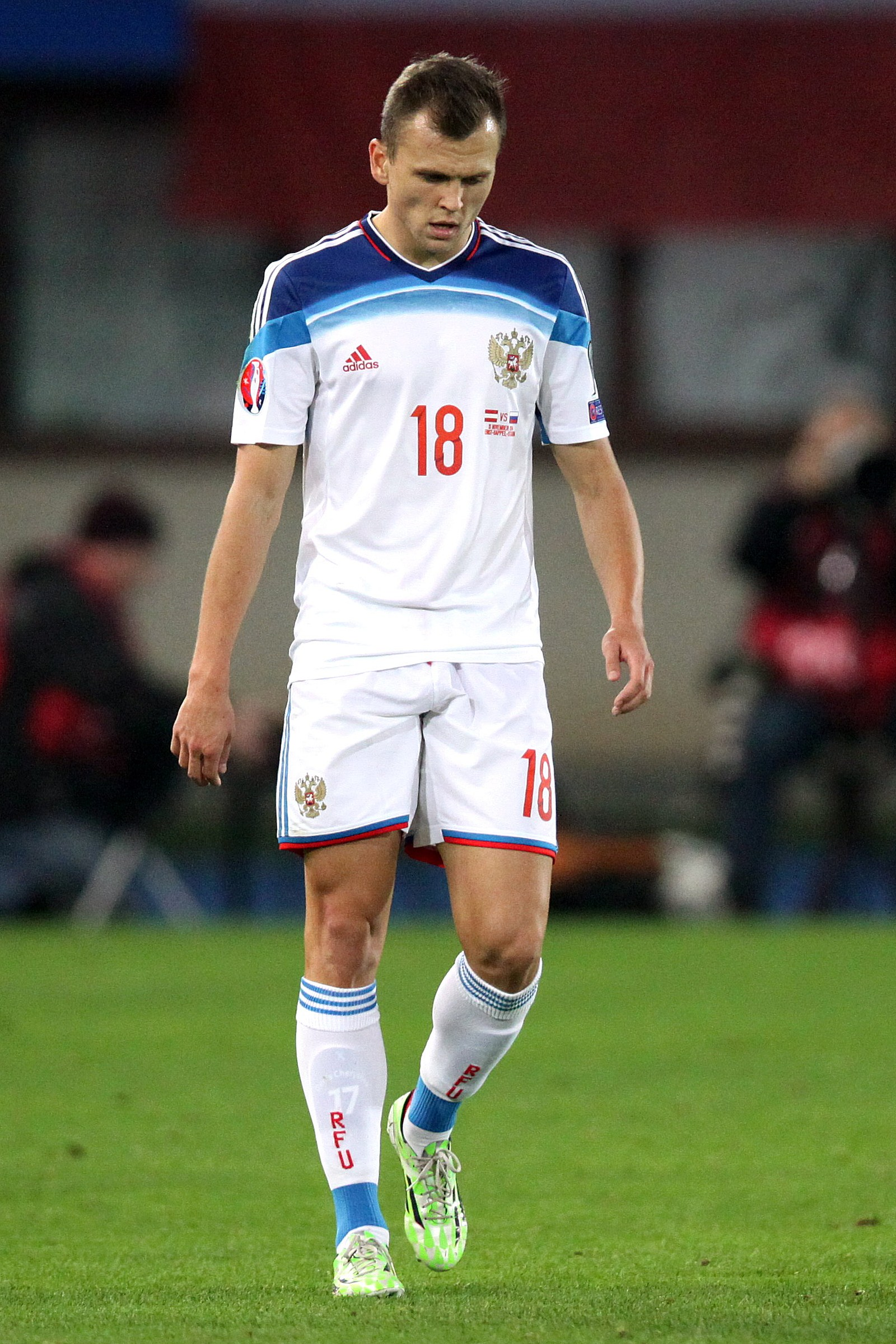
2014년, 오스트리아와의 UEFA 유로 2016 예선전에 출전한 러시아의 체리셰프

비록 2011년 1월에 스포츠 일간지인 마르카와의 인터뷰에서 자신이 "러시아인이라기 보다 스페인인 같이 느껴진다"라 밝혔지만, 체리셰프는 2012년 11월 6일, 미국과의 친선경기를 8일 앞두고 러시아 국가대표팀에 차출되었다. 그는 부친 드미트리가 20년 전에 맞대결을 펼쳤던 상대를 맞아 첫 경기를 펼쳤고, 경기는 2-2로 끝났다.
체리셰프가 참여한 첫 주요 경기는 2013년 8월 14일, 벨파스트에서 벌어진 북아일랜드와의 2014년 FIFA 월드컵 예선전 경기였다. 그러나, 그는 출장 5분 만에 부상으로 나가야 했고, 러시아는 0-1로 졌다.
2014년 5월 16일, 체리셰프는 본선에 참가할 25인의 예비 명단에 이름을 올렸는데, 그는 러시아 밖의 구단에서 활동하는 유일한 선수였다. 그러나, 그는 파비오 카펠로의 최종 명단에서 제외되었고, UEFA 유로 2016 본선도 부상으로 참가하지 못했다.
A매치 첫 골은 2018년 러시아월드컵 개막전 사우디아라비아와의 경기에서 전반 43분에 기록하였고, 뒤 이어 후반 91분에 환상적인 아웃프런트 킥으로 멀티골을 기록했다.(공식 MOM으로 선정)

## 경력 통계
2019년 4월 21일 기준
| 클럽            | 시즌          | 리그              | 리그 | 리그 | 컵   | 컵 | 대륙 | 대륙 | 합계 | 합계 |
| 클럽            | 시즌          | 단계              | 출장 | 골   | 출장 | 골 | 출장 | 골   | 출장 | 골   |
| --------------- | ------------- | ----------------- | ---- | ---- | ---- | -- | ---- | ---- | ---- | ---- |
| 레알 마드리드 B | 2008–09       | 세군다 디비시온 B | 9    | 0    | 0    | 0  | 0    | 0    | 9    | 0    |
| 레알 마드리드 B | 2010–11       | 세군다 디비시온 B | 32   | 3    | 0    | 0  | 0    | 0    | 32   | 3    |
| 레알 마드리드 B | 2011–12       | 세군다 디비시온 B | 34   | 8    | 0    | 0  | 0    | 0    | 34   | 8    |
| 레알 마드리드 B | 2012–13       | 세군다 디비시온   | 34   | 11   | 0    | 0  | 0    | 0    | 34   | 11   |
| 레알 마드리드 B | 합계          | 합계              | 109  | 22   | 0    | 0  | 0    | 0    | 109  | 22   |
| 레알 마드리드   | 2012–13       | 라 리가           | 0    | 0    | 1    | 0  | 0    | 0    | 1    | 0    |
| 세비야 (임대)   | 2013–14       | 라 리가           | 4    | 0    | 0    | 0  | 1    | 0    | 5    | 0    |
| 비야레알 (임대) | 2014–15       | 라 리가           | 26   | 4    | 6    | 1  | 8    | 2    | 40   | 7    |
| 레알 마드리드   | 2015–16       | 라 리가           | 2    | 0    | 1    | 1  | 3    | 0    | 6    | 1    |
| 레알 마드리드   | 마드리드 합계 | 마드리드 합계     | 2    | 0    | 2    | 1  | 3    | 0    | 7    | 1    |
| 발렌시아 (임대) | 2015–16       | 라 리가           | 7    | 3    | 1    | 0  | 0    | 0    | 8    | 3    |
| 비야레알        | 2016–17       | 라 리가           | 11   | 0    | 1    | 0  | 6    | 0    | 18   | 0    |
| 비야레알        | 2017–18       | 라 리가           | 24   | 2    | 3    | 1  | 5    | 1    | 32   | 4    |
| 비야레알        | 비야레알 합계 | 비야레알 합계     | 61   | 6    | 10   | 2  | 19   | 3    | 90   | 11   |
| 발렌시아 (임대) | 2018–19       | 라 리가           | 27   | 2    | 7    | 1  | 7    | 1    | 41   | 4    |
| 발렌시아 (임대) | 발렌시아 합계 | 발렌시아 합계     | 34   | 5    | 8    | 1  | 7    | 1    | 49   | 7    |
| 경력 합계       | 경력 합계     | 경력 합계         | 210  | 33   | 20   | 4  | 30   | 4    | 260  | 41   |

## 수상
레알 마드리드 B
- 세군다 디비시온 B: 2011–12[31]

세비야
- UEFA 유로파리그: 2013–14[32]

발렌시아
- 코파 델 레이: 2018–19

개인
- 후원사 선정 FIFA 월드컵 올스타팀
- 2018년 FIFA 월드컵 맨 오브 더 매치 : vs. 사우디아라비아, vs. 이집트 (이상 조별리그)